# Catedral de Oxford

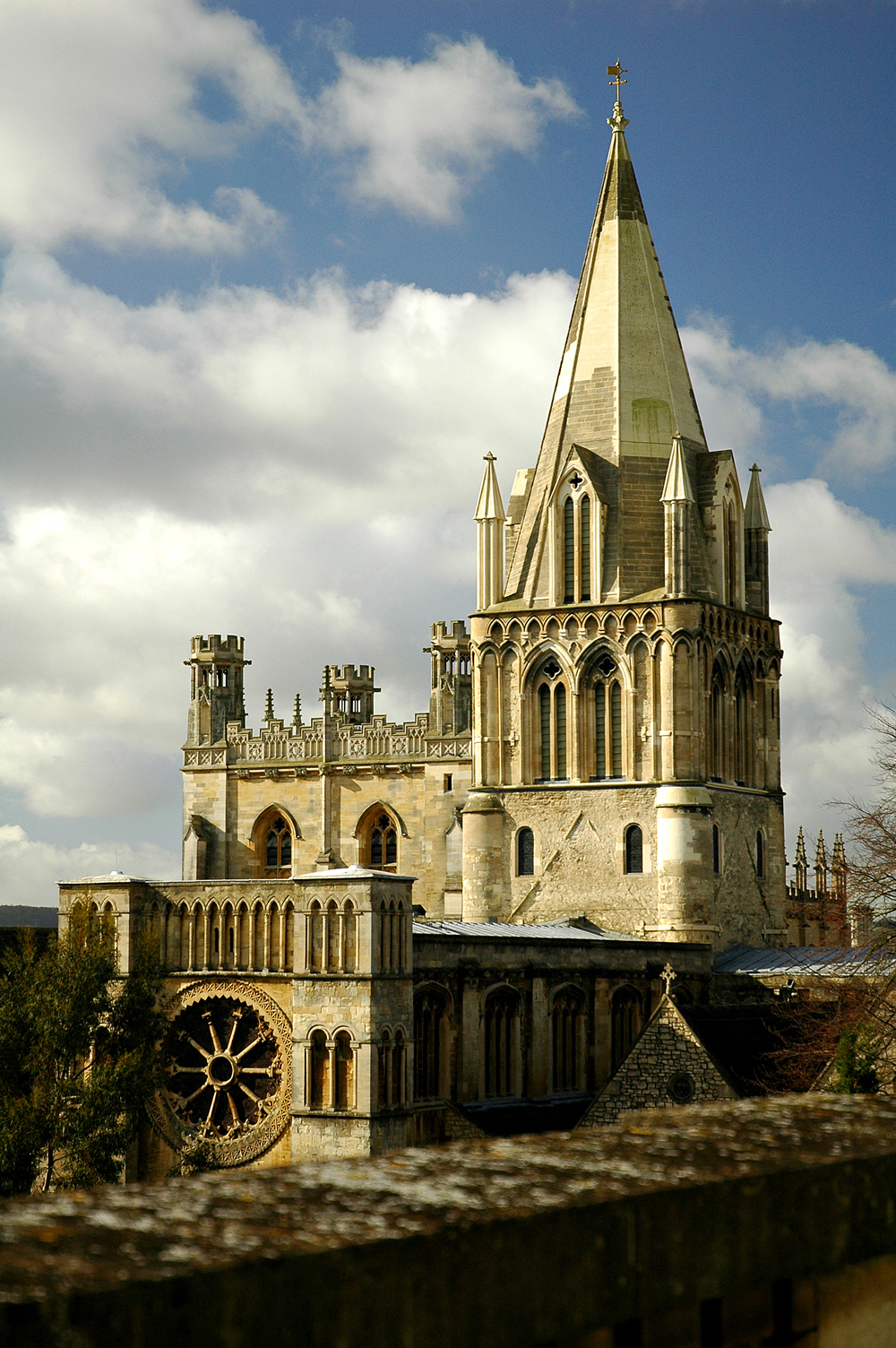
Catedral de Oxford

Notable más por su antigüedad que por su mérito artístico es la catedral de Oxford, Reino Unido. 
Fue construida en el lugar en que había estado antes un convento fundado en el 730 por el conde de Oxford en que recibió el velo su hija Frideswida y otras doce nobles vírgenes que se consagraron a Dios en este monasterio bajo la advocación de Santa María y de todos los santos. Las antiguas leyendas refieren algunos portentos con motivo de esta fundación. El conde de Leicester se enamoró de Frideswida y tratando de romper su voto de castidad quiso casarse con ella. Frideswida huyó de su perseguidor que como castigo de su criminal intento y de su impiedad perdió la vista y no la recuperó hasta que la intercesión de su perseguida pudo recabarlo del cielo.

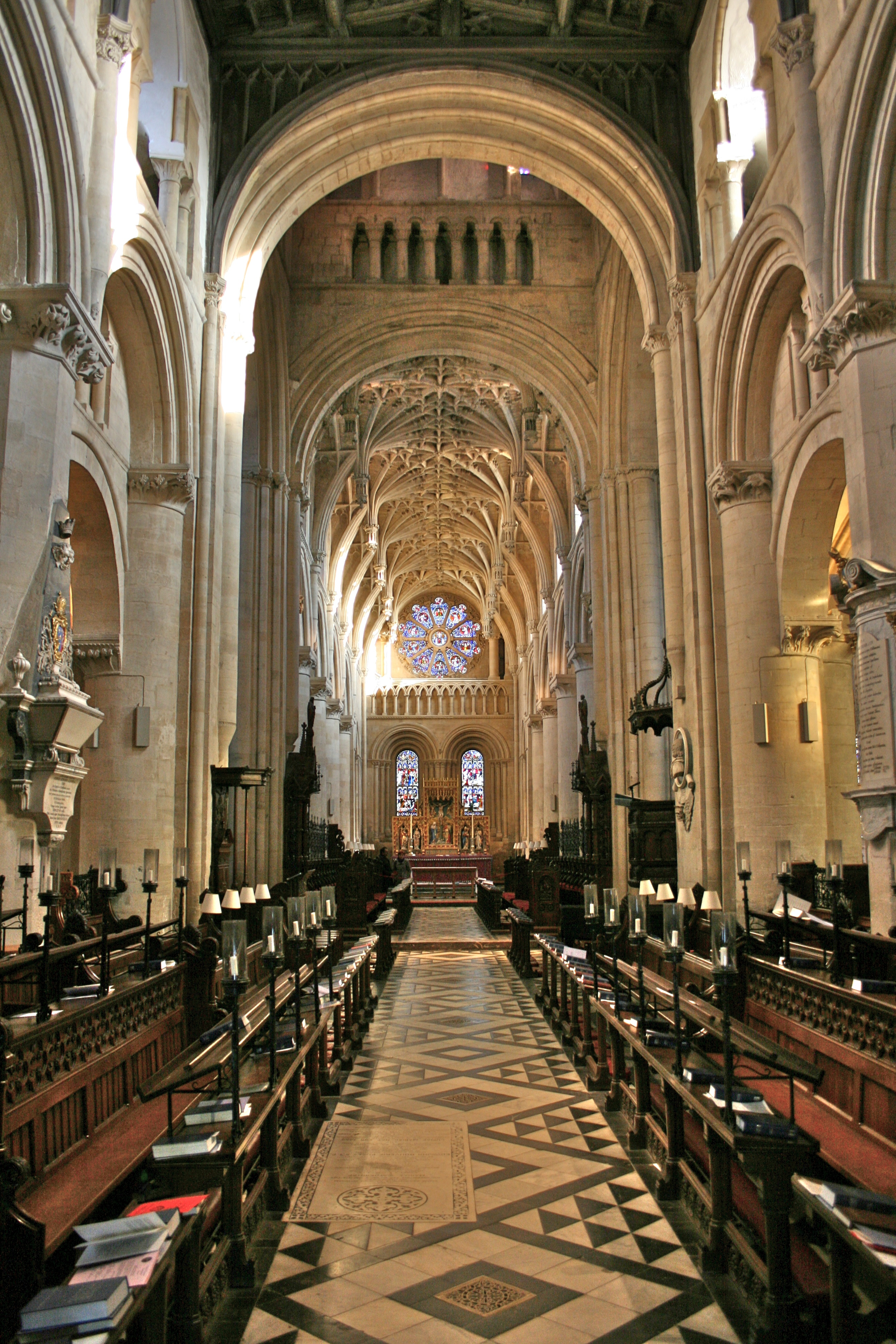
Interior de la catedral

Murió esta en el año de 740 en opinión de santidad siendo el lugar donde reposaron sus cenizas muchos siglos, el principal objeto que llamaba la atención en la ciudad. Permanecieron las monjas en tranquila posesión del monasterio hasta el año 1002 que fue destruido por los daneses y pasados a cuchillo sus moradores. La iglesia fue reedificada dos años después y hay autores que atribuyen a esta época el actual edificio. En 1049 unos monjes tomaron violenta posesión del edificio expeliendo a las religiosas que lo ocupaban, pero a pocos años después fueron despojados a su vez por otros monjes.
Concedido después el monasterio al obispo de Salisbury estableció en él monjes regulares de San Agustín y por este tiempo que fue el principio del siglo XII es más probable que fuese comenzada a edificar la actual iglesia, constando que los priores tuvieron sucesivamente cuidado de extender y adelantar las obras del convento.
En los días de la privanza del cardenal Wolsey le fueron concedidos los edificios y tierras que correspondían al priorato que había sido suprimido: entonces fue cuando comenzaron las magníficas construcciones del colegio que trató de edificar al lado del monasterio llevadas adelante después bajo el patronato de los reyes de Inglaterra. Wolsey no intentó que formase parte de este edificio la antigua iglesia pero sí quiso después allanarla para levantar en su lugar otra, que correspondiendo al pórtico de la Iglesia del Cristo fuera como él un objeto que causase la admiración del tiempo venidero. Así es que echó abajo tres de los arcos de la nave principal quedando por lo tanto reducida la Iglesia a una más corta extensión que la que tenía primitivamente.

## Arquitectura

### Exterior
La catedral presenta pocas cosas dignas de atención en su parte exterior. Su torre, según algunos suponen, fue mandada construir por el cardenal Wolsey, pero esto no es probable, ya que pensaba derribar toda la iglesia. Esta es la más pequeña de todas las catedrales de Inglaterra y es del gusto antiguo de los edificios normandos: los arcos arrancan de gruesos pilares redondos, el techo es artesonado y ha sido renovado modernamente: lo mismo ha acontecido con las pinturas de las ventanas que han tenido también algunas adiciones.

### Interior

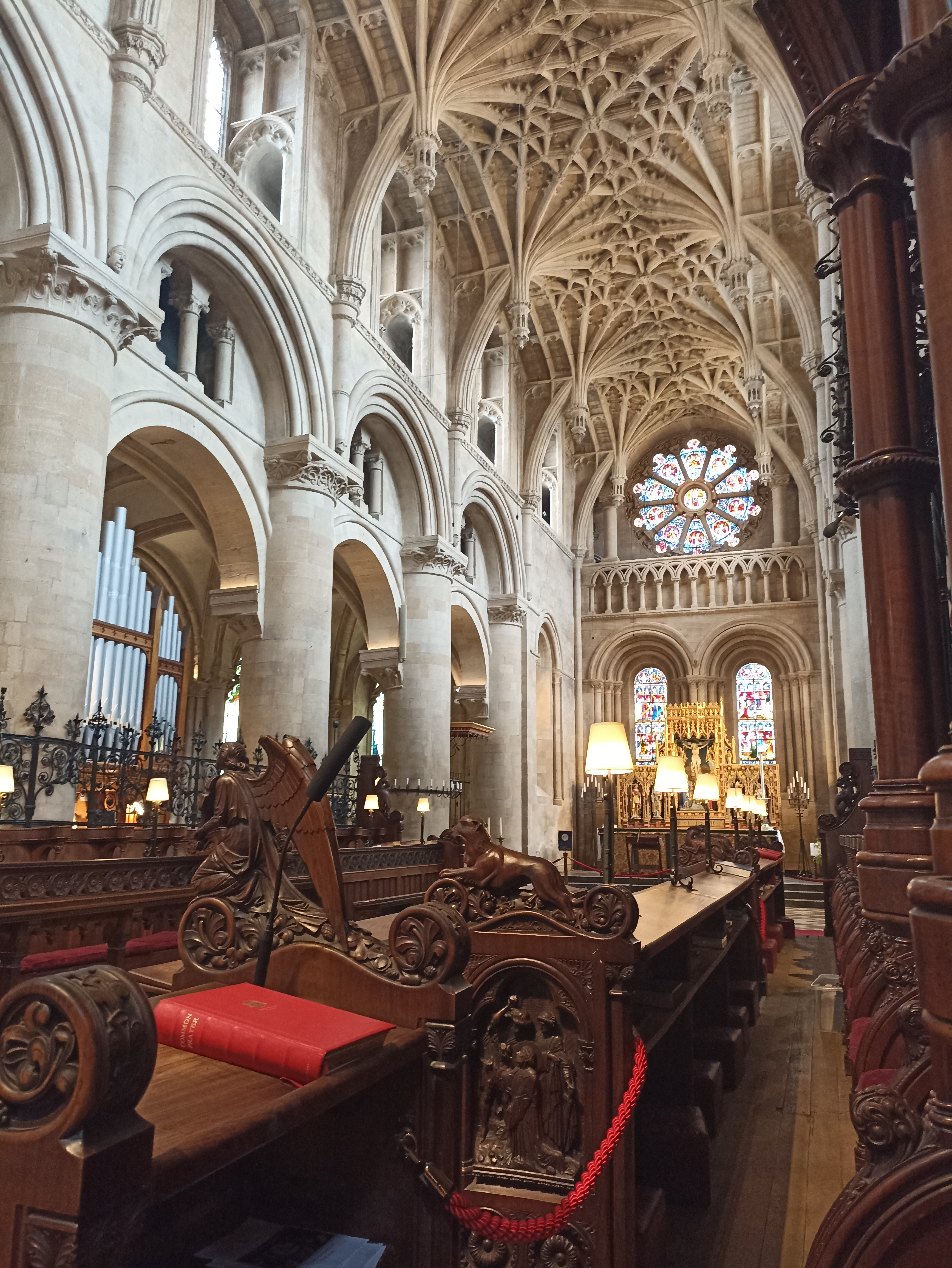
Coro y altar mayor al fondo.

La iglesia combina la arquitectura románica de las elevaciones con las bóvedas góticas sustentadas sobre aquellas. 
Las elevaciones normandas fueron restauradas por George Gilbert Scott entre 1870 y 1876, quien también insertó el rosetón que sigue existiendo actualmente en el muro oriental.

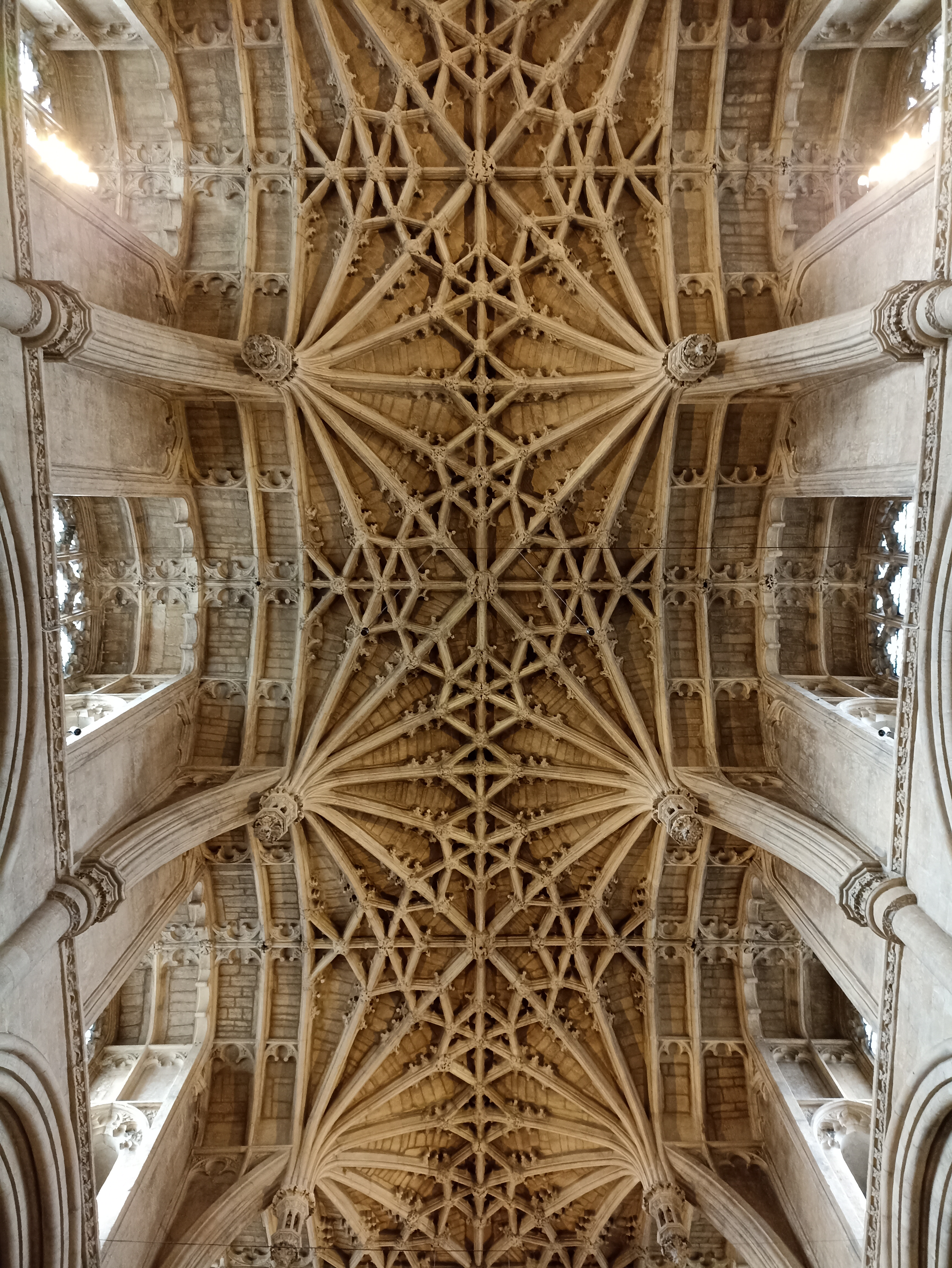
Bóveda gótica sobre el coro.

La nave central, el crucero y ambos transeptos están techados con madera. Las bóvedas de las naves laterales y sobre el coro son góticas y están elaboradas en piedra. Como es habitual en las catedrales inglesas, la bóveda sobre el coro es la que cuenta con más profusa decoración.
El extremo del transepto norte se cierra con un gran ventanal dedicado a san Miguel. Es la ventana más grande de la catedral y fue realizada por Clayton & Bell en 1870.

### El claustro y su entorno

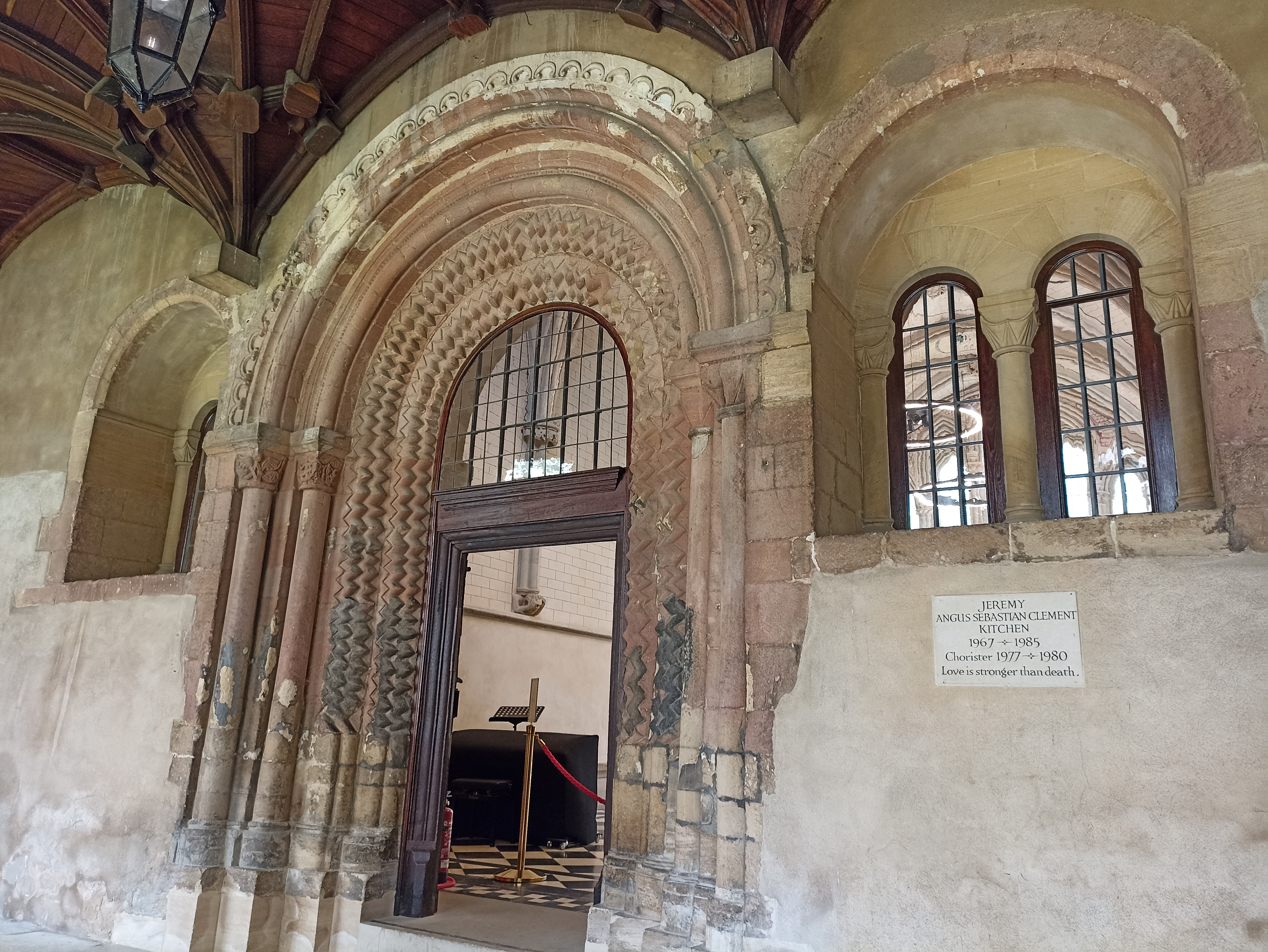
Entrada a la sala capitular.

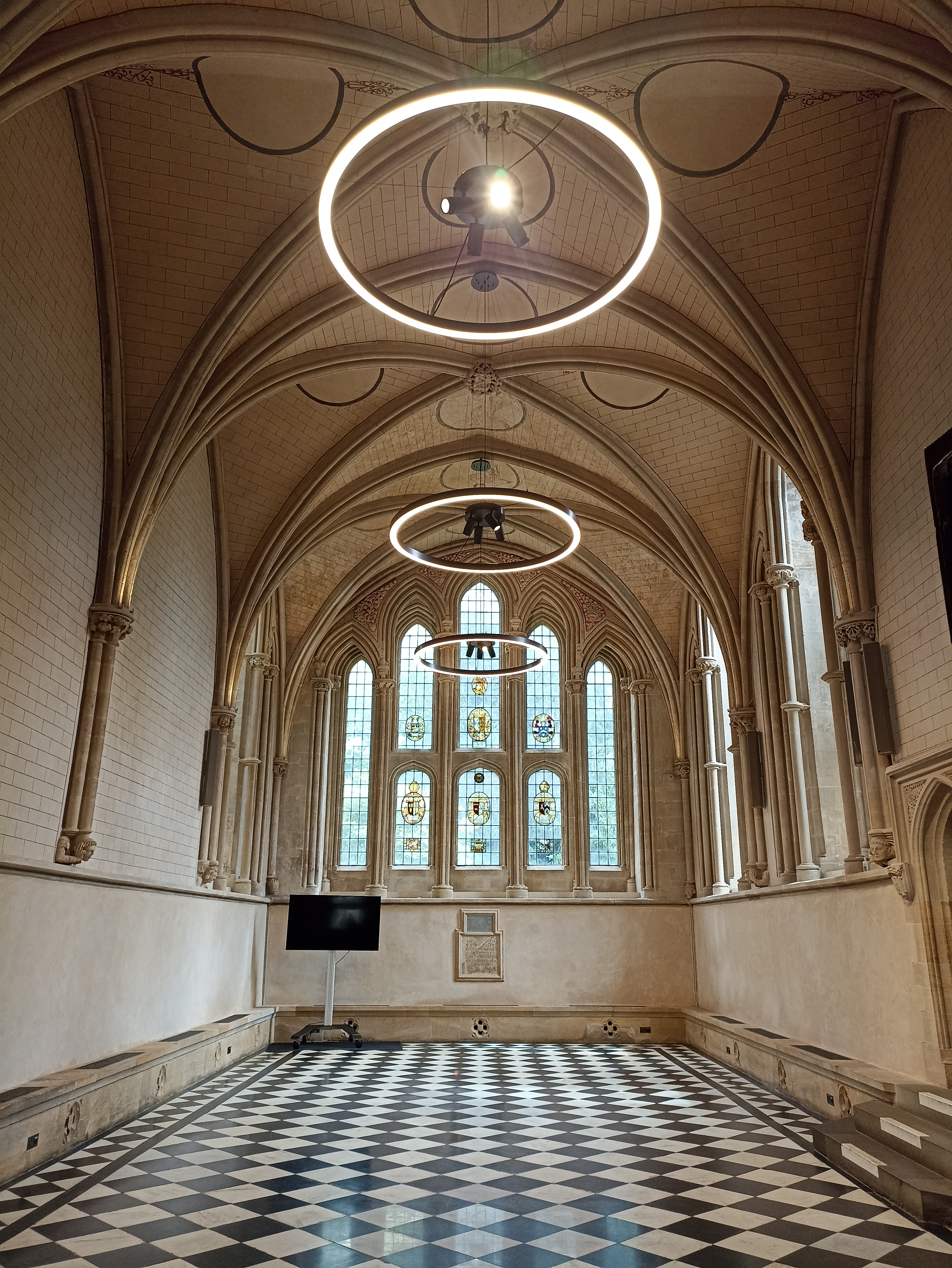
Sala capitular.

Las galerías del claustro están cubiertas con bóvedas de crucería en piedra. El tramo sobre la entrada a la sala capitular está hecha en madera.

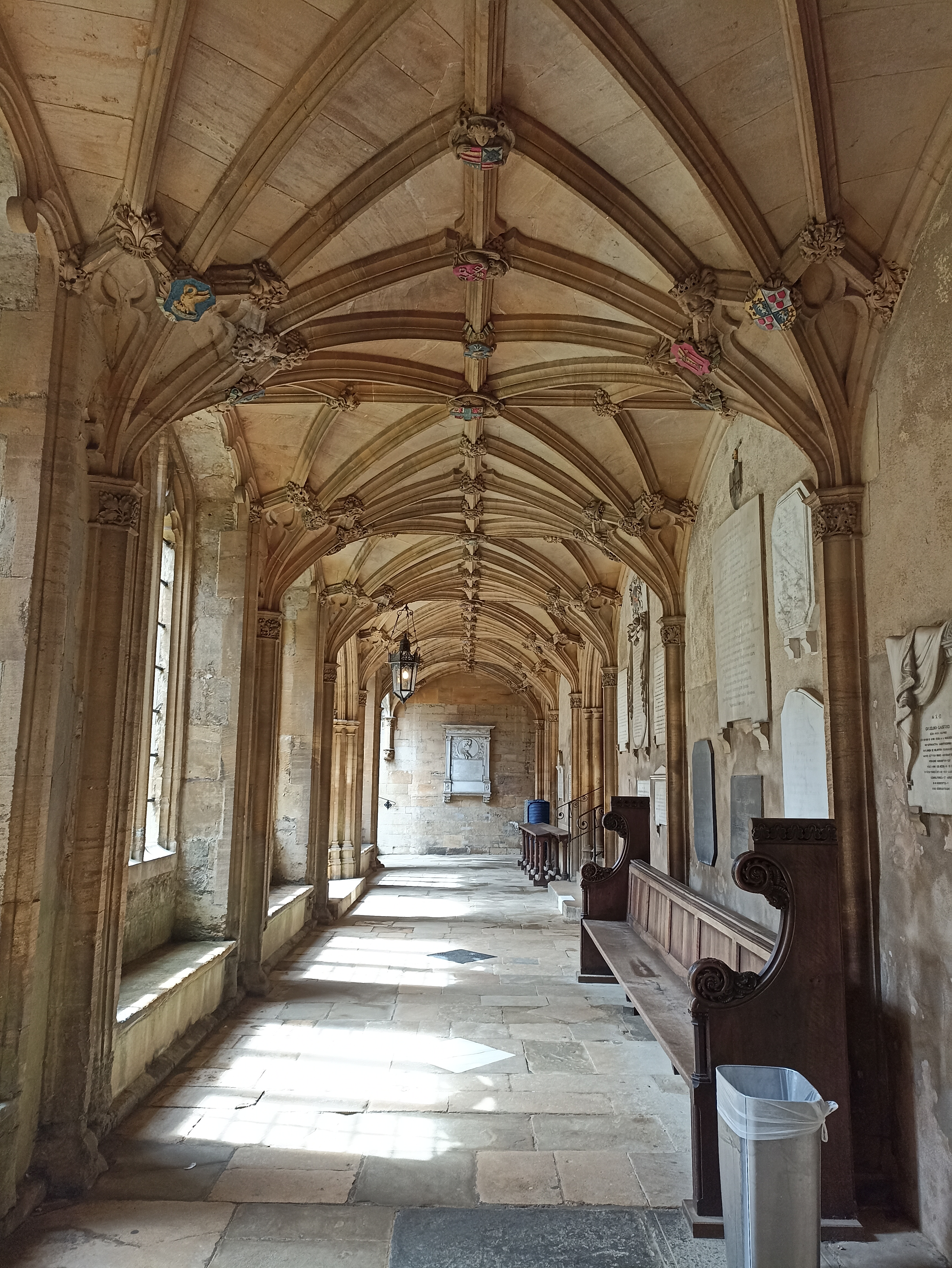
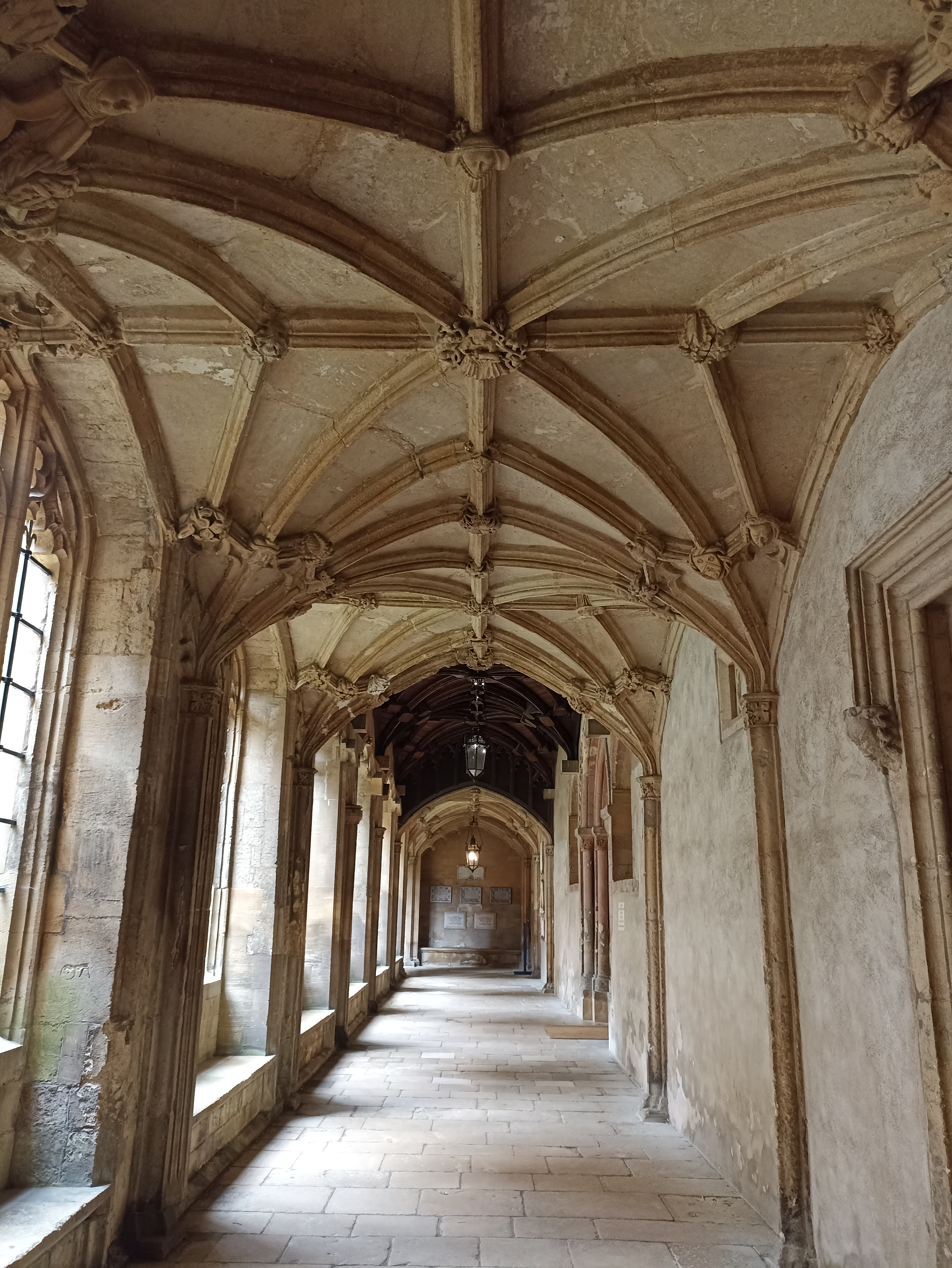
Panda de la sala capitular.
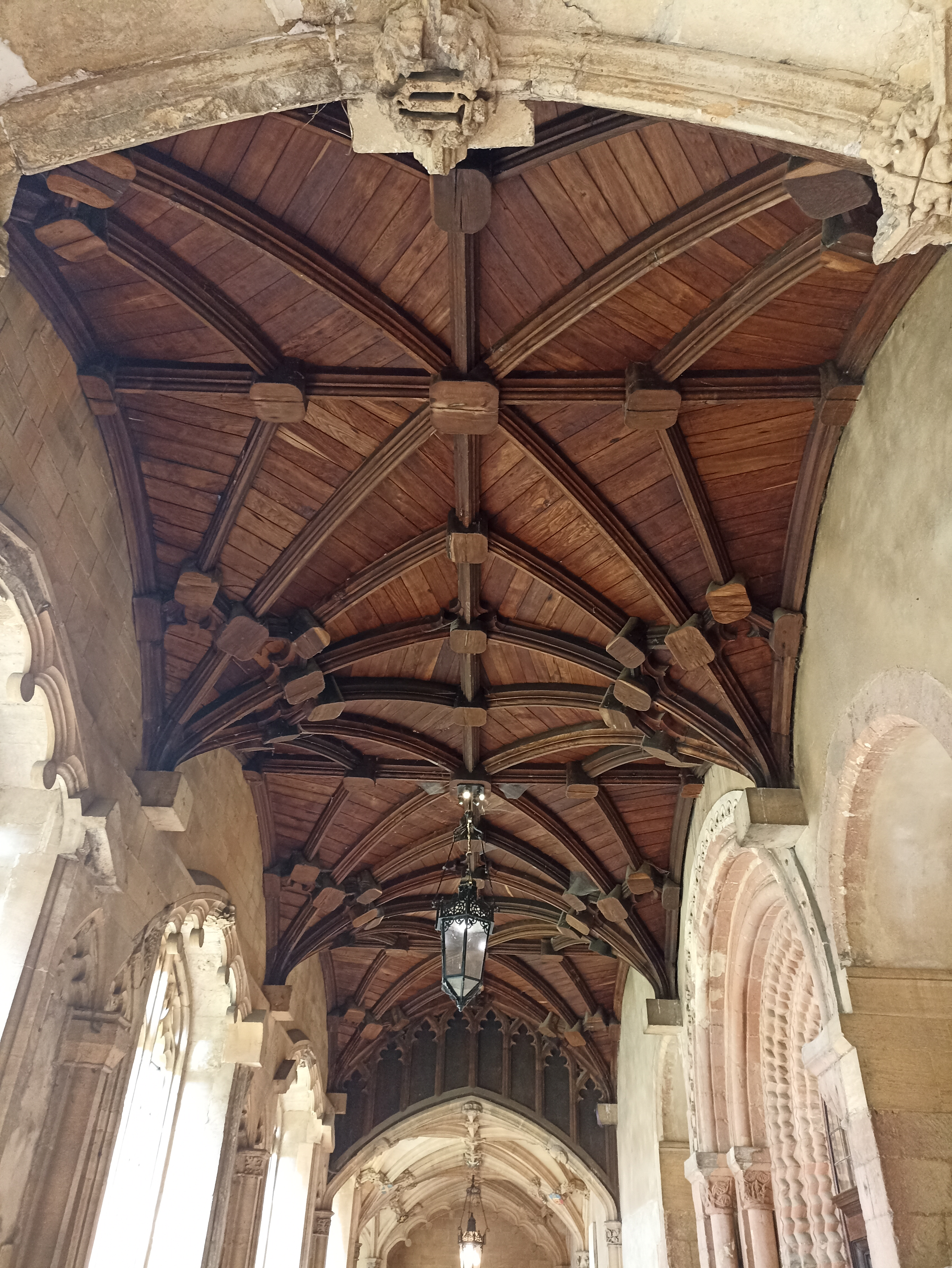
Panda de la sala capitular, detalle.
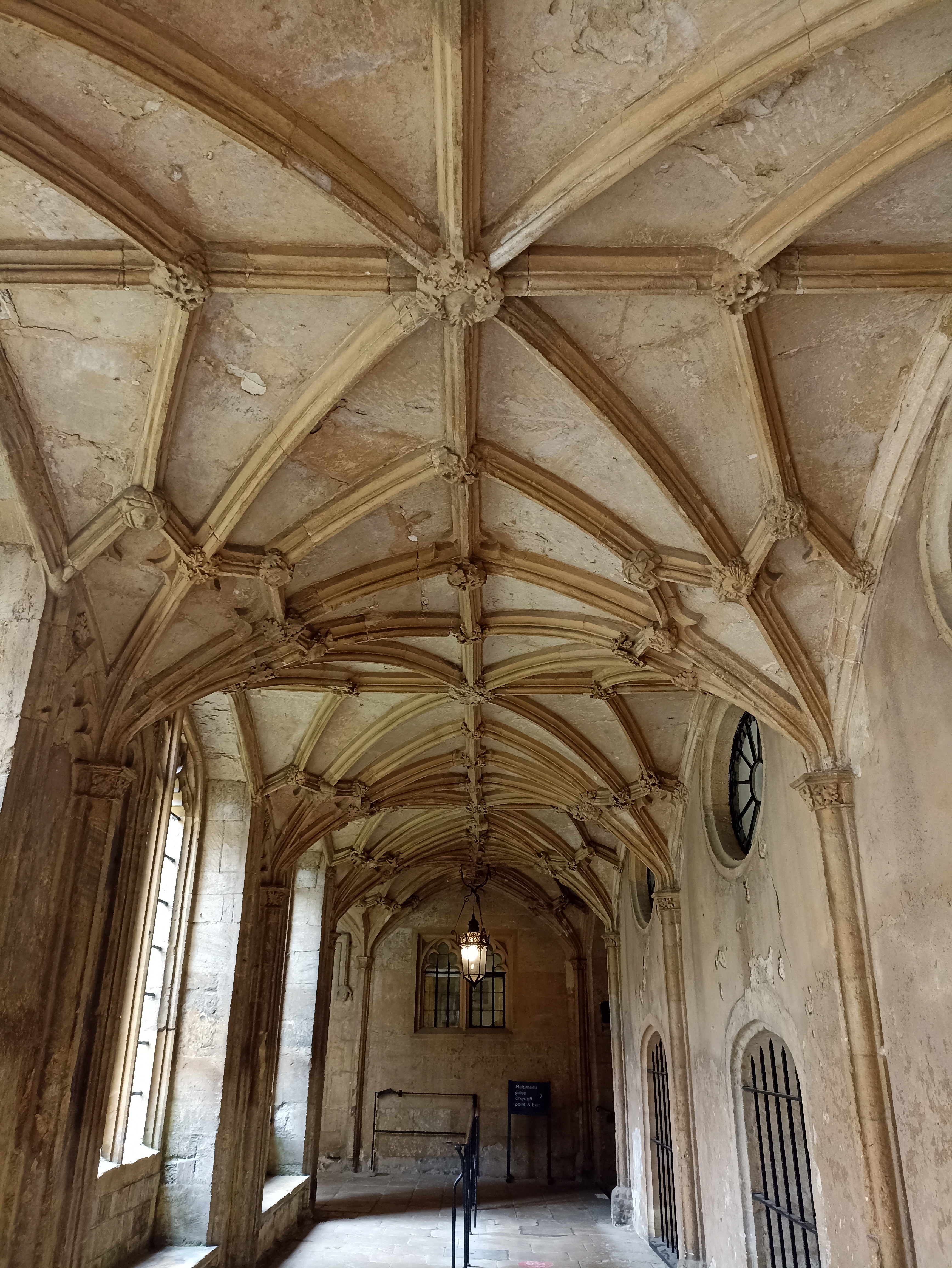
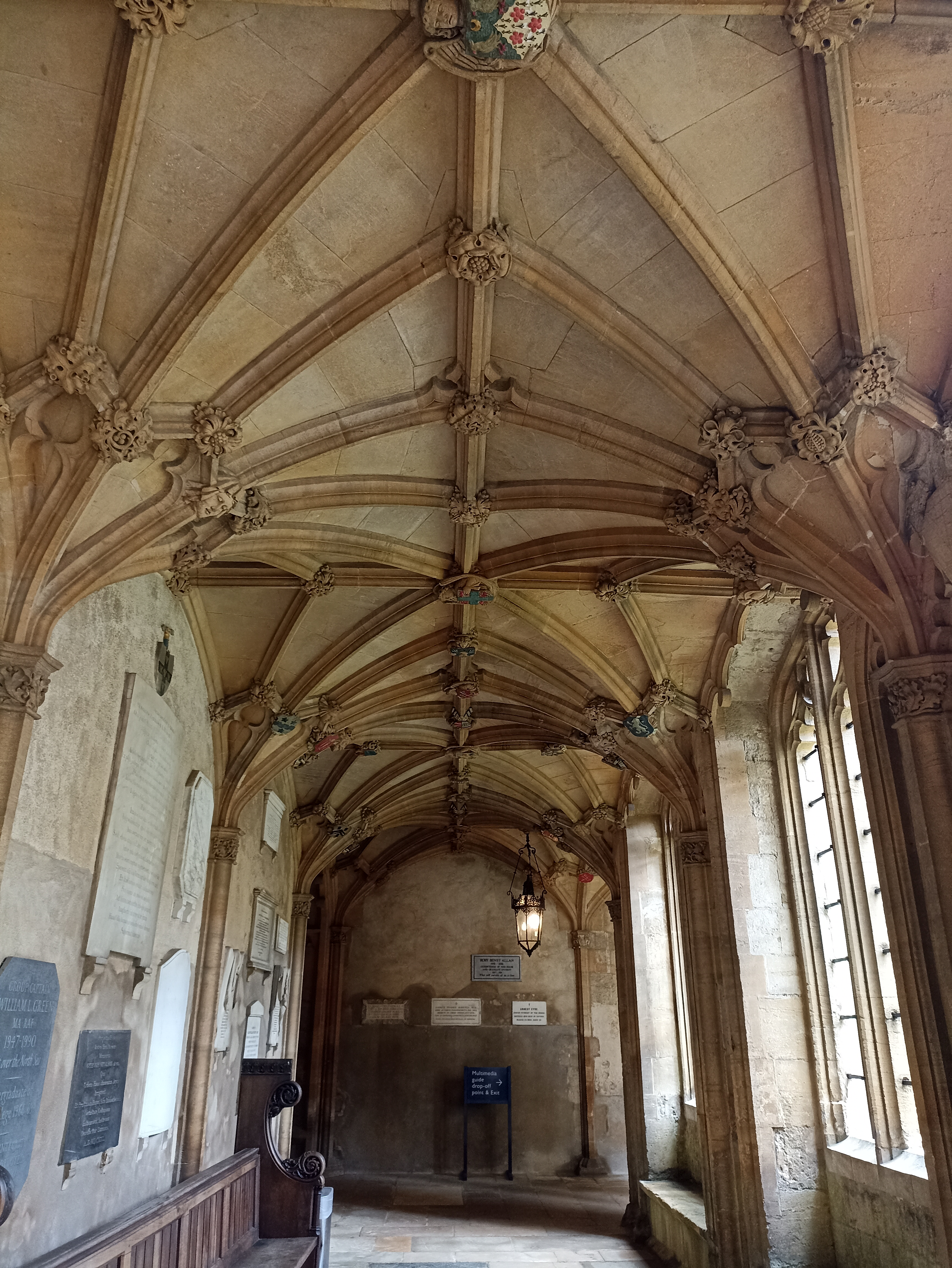

## Patrimonio
Entre los monumentos de esta iglesia hay algunos dignos de atención especialmente el de Isabel de Montacut enterrada en el año 1393 y cuya efigie está vestida al uso de su época. Por último concluiremos este artículo diciendo que la catedral de Oxford es más un monumento histórico, que artístico y que hoy atestigua que el entusiasmo y el espíritu de una época dejan tras sí siempre vestigios, que las revoluciones políticas y religiosas, las guerras y la devastación no pueden arrancar radicalmente.